# بركياروق بن ملكشاه
أبو المُظفر رُكن الدُنيا والدّين بَرْكيَارُوق بن جلال الدولة ملِك شاه (472 هـ-498 هـ)، ويلقب أيضاً: بَهاء الدولة ، هو سلطان سلجوقي حكم في دمشق وحلب من عام 1094 حتى 1105م. ودخل سمرقند، وبخارى، وغزا بلاد ما وراء النهر، كان أخوه السلطان سنجر - نائبه على خراسان.
بركياروق وهو الابن الأكبر للسلطان جلال الدولة ملك شاه حيث خاض صراعا على السلطة ضد أخوته بعد وفاة والدهم وهم ناصر الدنيا والدين محمود ومعز الدين أحمد سنجر وغياث الدنيا والدين محمد كما شارك في هذه الصراعات ابنه ملكشاه بن بركياروق.
في عام 494 هـ كما يخبر الذهبي في العبر في خير من غبر «التقى الأخوان بركياروق ومحمد فانهزم محمد وأسر وزيره مؤيد الملك وذبح ووصل محمد إلى جرجان فبعث له أخوه سنجر أموالا وكسوة ثم تعاهدا وأما بركياروق فصار في مائة ألف فأذن لعسكره في التفرق للغلاء وبقي في عسكر قليل فقصده أخواه ففرّ إلى همذان ونقصت بذلك حرمته ثم فر إلى خوزستان وهو في خمسة آلاف ضعفاء جياع فدخل بغداد وتمرض ومد جنده أيديهم إلى أموال الرعية فوصل سنجر ومحمد إلى بغداد فتقهقر بركياروق إلى واسط وهو مريض وأكثر من معه مجمعة وفي هذا الوقت كثرت فرق والجبل وزعيمهم الحسن بن الصباح فملكوا القلاع،... واستفحل أمرهم لاشتغال أولاد ملكشاه بنفوسهم»
بعد ذلك بعام تلاقى بركياروق مع أخيه محمد مرة أخرى فتصالحا ثم تلاقيا مرة أخرى بعد شهرين فانهزم محمد ونهبت خزائنه فانسحب محمد إلى أصفهان ومعه عدد من جنده فلحقه بركياروق ليقاتله ولم يستطع دخول المدينة.
في عام 497هـ أصطلح الإخوة أخذ كُلاً منهم جزء من الدولة وكان لبركياروق الري وطبرستان وفارس والجزيرة والحرمين. وبعدها في عام 498هـ، توفي بركياروق واستولى أخوه محمد على ملكهِ بعد أن قتل الأمير إياز السلجوقي الذي صالحهُ في دخول المدينة وسلم لهُ ملكها وكان الأمير إياز هو الوصي على ابنهِ ملك شاه الثاني. 
وكان بركياروق شابا شهما شجاعا لعابا، فيه كرم وحلم، وكان مدمنا للخمر، تسلطن وهو حدث، له ثلاث عشرة سنة، فكانت دولته ثلاث عشرة سنة في نكد وحروب بينه وبين أخيه محمد.

## سيرته

### توليه السلطة
ويذكر الراوندي أن تركان خاتون كان لها تأثير كبير على زوجها السلطان ملك شاه، وكانت تخطط لتجعل وزيرها تاج المُلك وزيراً للسلطان رغبة في أن يصبح ولدها محمود ولياً للعهد، بينما كان نظام الملك يرى أن من مصلحة الدولة أن يكون بركياروق، الابن الأكبر للسلطان ملكشاه، هو ولي العهد، كما جعل تركان خاتون تحقد على نظام الملك، وبالتالي تعمل على الإساءة إلى سمعته لدى زوجها، حتى تغير قلب السلطان على نظام الملك.
يقال أن تركمان خاتون أم محمود بن ملكشاه قامت بإخفاء نبأ وفاة السلطان ملك شاه حتى تعين ابنها محمود وهو يومئذ ابن أربع أعوام على الخلافة. ويقول ابن خلدون في تاريخه أن أم محمود بعثت إلى أصبهان سرا حتى يقبض على بركياروق، خوفا من أن ينازع ابنها محمودا، فحبس. عندما علم الجميع بموت السلطان ملكشاه الأول قام أنصار بركياروق بالثورة في أصفهان وأخرجوا بركياروق من سجنه وبايعوه وخطبوا له بأصبهان. كما قيل بأن أنصار نظام الملك اتهموا تاج الملك أبا الغنائم بتدبير مقتل والدهم نظام الملك، وأخذوا يدبرون للانتقام منه، وأخرجوا بركياروق بن ملكشاه من السجن. كان تاج الملك الموالي لمحمود بن ملكشاه قد تقدم إلى أصبهان مطالبا بركياروق بالعسكر والأموال. كان بركيارق قد غادر إلى الري واجتمع معه بعض أمراء أبيه في نفس الوقت الذي قدمت فيه خاتون وابنها محمودا إلى أصبهان. بعثت خاتون العساكر لقتال بركياروق وفيهم أمراء ملك شاه. فلما تراءى الجمعان هرب كثير من الأمراء إلى بركياروق واشتد القتال فانهزم عسكر محمود وخاتون وعادوا إلى أصبهان وسار بركياروق في أثرهم فحاصرهم بها.

### علاقته بعَمّه تتش
كانت علاقته رديئة مع عمه تتش بن ألب أرسلان، وكانت بينهم معارك كثيرة وتمكن بركياروق من قتلِ عمهِ تتش في المعركة وإغراقه في نهر دجلة، قرب سامراء، في شهر ربيع الأول من عام 487هـ.

### التنافس على الوزارة
كان تنافس أبناء نظام الملك على الوزارة في عهد السلطان بركياروق سبباً في انقسام السلاجقة، وقيام المنازعات بين أبناء السلطان ملكشاه فعمد السلطان بركياروق إلى مكافئة النظامية على مساندتهم له في توليته السلطنة، فاتخذ عز الملك الحسن بن نظام الملك وزيراً، ثم عزله بعد فترة قصيرة لأنه لم يكن مؤهلاً للوزارة، واستوزر بدلاً منه أخاه مؤيد الملك عبيد الله بن نظام الملك. وكان فخر الملك بن نظام الملك يتطلع أيضاً إلى وزارة السلطان بركياروق، فلمّا عَلِمَ بتنكر والدة السلطان لأخيه، أراد أن يستفيد من ذلك، فأرسل للسلطان ووالدته يطلب الوزارة، وتعهد بدفع مبلغ كبير من المال لقاء ذلك، فأُجيب إلى طلبه، وعزل أخوه مؤيد الملك من الوزارة وقبض عليه، وخلفه فخر الملك في سنة (488 هجري). على أن مؤيد الملك بن نظام الملك ما لبث بعد خر وجه من الاعتقال أن عمل على الانتقام من السلطان بركياروق ووالدته زبيدة خاتون، فسار في سنة (492 هجري)، إلى الأمير السلجوقي إنَر، حاكم بلاد الجبال، وأقنعه بالخروج على طاعة السلطان، وخوفه من مجد الملك البلاساني، كاتب زبيدة خاتون. فسار إنَر على رأس جيش كبير إلى الريّ، وطالب السلطان بتسليم جد الملك إليه، فعزم السلطان بركياروق على الخروج لمُحاربته، لكن إِنَر أغتيل في تلك الأثناء، ثم استقر رأي مؤيد الملك بن نظام الملك على المسير إلى محمد بن ملكشاه حيث أشار عليه بطلب السلطنة وانتزاعها من أخيه بركياروق، فاستجاب لإغرائه، وقطع خطبة بركياروق من بلاد أران وأعماها، وأقام الخطبة لنفسه، واستوزر مؤيد الملك.

### الحرب بين الأخوين بركياروق ومحمد
توالت هزائم بركيارق من أخيه محمد وسنجر بخراسان، فلما انهزم بركيارق صار إلى خورستان واجتمع عليه أصحابه ثم أتى عسكر مكرم وكثر جمعه ثم سار إلى همذان فلحق به الأمير إياز ومعه خمسة آلاف فارس وسار أخوه محمد إلى قتاله واقتتلوا وهو المصاف الثاني واشتد القتال بينهم طول النهار فانهزم محمد وعسكره وأسر مؤيد الملك بن نظام الملك وزير محمد وأحضر إلى السلطان بركياروق فوافقه على ما جرى منه في حق والدته وقتله السلطان بركياروق بيـده وكان عمر مؤيد الملك لما قتل قريب خمسين سنة ثم سار السلطان بركياروق إلى الري وأما محمد فإنه هرب إلى خراسان واجتمع بأخيه سنجر وتحالفا واتفقا وجمعا الجموع وقصدا أخاهما بركياروق وكان بالري فلما بلغه جمعهما سار من الري إلى بغداد وضاقت الأموال على بركياروق فطلب من الخليفة مالاً وترددت الرسل بينهما فحمل الخليفة إليه خمسين ألف دينار ومد بركياروق يده إلى أموال الرعية ومرض وقوي به المرض وأما محمد وسنجر فإنهما استوليا على بلاد أخيهما بركياروق وسارا في طلبه حتى وصلا إلى بغداد بركياروق مريض وقد أيس منه فتحول إلى الجانب الغربي محمولاً ثم وجد خفة فسار عن بغداد إلى جهة واسط ووصل السلطان محمد وأخوه سنجر إلى بغداد فشكى الخليفة المستظهر إليهما سوء سيرة بركياروق وخطب لمحمد.
كان بركياروق بواسط ومحمد ببغداد، فلما سار محمد عن بغـداد سـار بركياروق مـن واسط إليه والتقوا بروذراور وكان العسكران متقاربين في العدة فتصافوا ولم يجر بينهما قتال ومشى الأمراء بينهما في الصلح فاستقرت القاعدة على أن يكون بركياروق هـو السلطان ومحمد هو الملـك ويكون لمحمد مـن البلاد أذربيجان وديار بكر والجزيرة والموصل وحلف كل واحد منهما لصاحبه وتفرق الفريقان من المصاف، ثـم انتقض الصلح وسار كـل منهما إلـى صاحبه واقتتلوا عنـد الري وهو المصاف الرابع فانهزم عسكر محمد ونهبت خزانته ومضى محمد في نفر يسير إلى أصفهان وتتبع بركياروق أصحاب أخيه محمد فأخذ أموالهم ثم سار بركياروق فحصر أخاه محمداً بأصفهان وضيق عليه وعدمت الأقوات في أصفهان ودام الحصار على محمد، فخرج من أصفهان هارباً مستخفياً وأرسل بركياروق خلفه عسكراً فلم يظفروا به ثم رحل بركياروق عن أصفهان وسار إلى همذان.
ثم دخلت سنة 496 هـ، فـي هـذه السنة في جمادى الآخرة كان المصاف الخامس بين الأخوين بركياروق ومحمد ابني ملكشاه فانهزم عسكر محمد أيضاً وكانت الوقعة على باب خري وسار بركياروق بعد الوقعة إلى جبل بين مراغة وتبريز كثير العشب والماء فأقاما به أيام ثـم سار إلـى زنجان وأما محمد فسار إلى أرجيش على أربعين فرسخاً من موضع الوقعة وهي من أعمال خلاط ثم سار من أرجيش إلى خلاط.

### الصلح بين الأخوين
وفي 497 هـ في ربيع الأول وقع الصلح بين بركيارق ومحمد وكان بركياروق حينئذ بالري والخطبة له بها وبالجبل وطبرستان وفارس وديار بكر وبالجزيرة والحرمين الشريفين وكان محمد بأذربيجان والخطبة له بها وببلاد سنجر فإنه كان يخطب لشقيقه محمد إلى ما وراء النهر ثم إن بركيارق ومحمداً تراسلاً في الصلح واستقر بينهما وحلفا على ذلك في التاريخ المذكور وكان الصلح على أن لا يذكر بركياروق في البلاد التي استقرت لمحمد وأن لا يتكاتبا بل تكون المكاتبة بين وزيريهما وأن لا يعارض العسكر في قصد أيهما شاء وأما البلاد التي استقرت لمحمد ووقع عليها الصلح فهي: من النهر المعروف باسبيدز إلى باب الأبواب وديار بكر والجزيرة والموصل والشام ويكون له من العراق بلاد صدقة بن مزيد ولما وصلت الرسل إلى المستظهر الخليفة بالصلح وما استقر عليه الحال خطب بركياروق ببغداد وكان شحنة بركياروق ببغداد أيلغازي بن أرتق.

## الحملات الصليبية
اهتم بركياروق بتوطيد حكمه في الموصل وحلب ودمشق اللائي كن محكومات باسمه ولكن بدون سلطة فعلية منه. هذا الجهد شغله عن الحملة الصليبية الأولى (1096 - 1099) التي داهمت مملكته ومملكة أبناء عمومته سلاجقة الروم. ولم يجد الخليفة العباسي وقتها من حل سوى إرسال رسالة إلى السلطان السلجوقي يطلب منه غوث بيت المقدس وإنقاذها، لكن بركياروق كان مشغولاً بصراعاته على العرش مع أخوته، وفي العام التالي أعاد الخليفة العباسي المستظهر رسالته؛ وأيضا لم يهتم بركياروق ولم يرد على رسائل الخليفة، أما الخليفة نفسه فقد رأى أنه فعل ما يجب عليه فعله، وفي هذا يقول ابن العمراني مؤرخ العباسيين: «كان (المستظهر) مشغولًا بشأنه، محبًا للترفّه والتنعّم، آخذًا من لذات الدنيا بأوفر الأنصباء.. وكانت العراق في أيامه هادئة والعين نائمة وأمور دولته مستقيمة».

## العلاقة مع الإسماعيليين

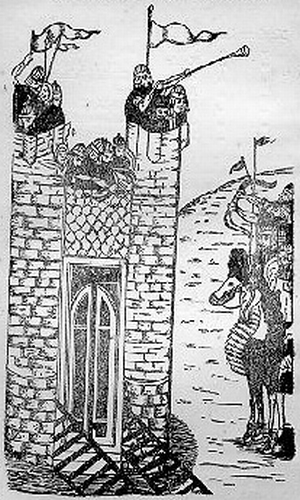
صورة لـقلعة ألموت من مجلة فارسية

بعد موت السلطان ملكشاه حدث صراع بين أبناءه على السلطة فقد تولى السلطة بعده السلطان بركيارق والذي كان مشغولاً تماماً بالصراع ضد أخيه غير الشقيق محمد الذي كان يحظى بتأييد أخيه الشقيق سنجر، وكان على استعداد لأن يطلب المساعدة السريّة من الإسماعيليين لمواجهة أعداءه، فقد كان ممثلو بركيارق في خراسان يحصلون على تأييد الإسماعيليين في كوهستان ضد الجناح المنافس، حتى أنهم قاموا بالعديد من الاغتيالات ضد خصوم بركيارق.
وتمكّن الإسماعيليون من السيطرة على قلعة بشرق البورج في عام 1096م حيث حصلوا على مساعدات قيّمة من حاكم دمغان، وهو ضابط يُدعى مظفر كان قد تحول سراً إلى العقيدة الإسماعيلية، إلا أنه كان يتظاهر بالولاء للدولة السلجوقية حتى عُيّن قائداً على قلعة، فقام بترميمها وعندما اكتملت ترتيباته صدع بحقيقة انتمائه باعتباره إسماعيلياً من أتباع حسن الصباح، وظل يحكم القلعة 40 سنة، وكانت قلعة غيردكوه تطلّ على الطريق الرئيسي بين خراسان وغرب إيران مما جعلها ذات قيمة إستراتيجية كبيرة للقوة الإسماعيلية المتصاعدة.
واستطاع الإسماعيليون تدعيم قوتهم في رود بار أكثر فأكثر بالسيطرة على قلعة لامسار بهجوم شنّوه عليها في الفترة من 1096 إلى 1102 وكان يقود الهجوم «كيا بزرجميد» الذي ظل قائداً للقلعة طيلة عشرين عاماً. وكانت القلعة تحتل مكانا ستراتيجياً فوق صخرة مستديرة تطلّ على نهر شاه رود. استمر الانتشار السريع للدعوة ليصل إلى أصفهان والتي كانت مقر السلطان السلجوقي نفسه، ورغم الصعوبات تمكّنوا من السيطرة على قلعة شاه ديز؛ والتي تقع بالقرب من المدينة. وكان أحمد بن عبد الملك بن عطاش يتولى الدعوة السرية فيها حتى تمكّنوا من السيطرة على قلعة أخرى قريبة من أصفهان تسمّى (حصن خالنكان).
وفي صيف 1100م أوقع بركيارق الهزيمة بمنافسه محمد الذي انسحب إلى خراسان وفي أعقاب النصر أصبح الإسماعيليون أكثر جسارة في نشر دعوتهم، وكسب مزيدٍ من التأييد الشعبي.
لكن بركيارق قرّر وضع حدٍ للقوة الإسماعيلية المتصاعدة في المنطقة. ففي عام 1101م توصل إلى اتفاق مع أخيه سنجر - الذي كان لا يزال يحكم خراسان - على اتخاذ موقف مشترك ضد الإسماعيليين. فأرسل سنجر حملة عسكرية كبيرة إلى معاقل الإسماعيليين في كوهستان وفرضوا الحصار على قلعتهم هناك، وكانوا على وشك الاستيلاء على القلعة لكن الإسماعيليين رشوا الأمير ليرفع الحصار ويذهب لحال سبيله. إلا إن الحملة العسكرية قد عادت - وبشكل أقوى - بعد ثلاث سنوات، وقد نجحت هذه الحملة في تدمير قلاع الإسماعيليين في المنطقة، وسلب ونهب المستوطنات الإسماعيلية وأخذ بعض سكانها كأرقّاء. إلا أن كل هذا لم يكن كافياً في قمع الدعوة الجديدة؛ فقد استطاع الإسماعيليون بعد مدة غير طويلة تقوية أنفسهم في كوهستان مجدداً.
ولم يبذل بركيارق جهداً حقيقياً لمهاجمة مراكز الإسماعيليين؛ إلا أنه سمح بإعداد مذبحة للمتعاطفين مع الإسماعيلية في أصفهان. وهكذا أشترك الجند والمواطنون في تصيّد المشبوهين الذين كان يُحاط بهم ويؤخذون إلى الميدان الكبير حيث يقتلون وكان عدد ضحايا هذه المذبحة 800 إسماعيلياً، ومن أصفهان امتدت الإجراءات ضد الإسماعيليين إلى العراق حيث قُتلوا في معسكر ببغداد وأُحرقت كتبهم. وكان أحد الإسماعيليين البارزين -يدعى إبراهيم أسدآبادي- قد أرسله السلطان نفسه في مهمة رسمية إلى بغداد، فأرسل السلطان أوامر بقتله، وعندما جاء سجَّانوه ليقتلوه قال لهم أسد آبادي:«حسناً، إنكم ستقتلونني؛ ولكن هل يمكنكم قتل هؤلاء الذين في القلاع؟!».
بعد وفاة بركيارق في 498 هـ\1105م بذل خليفته محمد تابار جهداً حازماً للقضاء على القوة الإسماعيلية نهائياً؛ فقرر أن يبدأ بقلعة أصفهان؛ لذا قاد جيشه بنفسه ضدهم؛ وألقى عليهم الحصار في 2 أبريل 1107م. لم يمضِ وقت طويل على الحصار حتى تمّ الاتفاق على إخلاء القلعة وتسليمها للسلطان مقابل السماح للإسماعيليين بالمغادرة بسلام. وبالفعل أخلى جزء من الإسماعيليين القلعة وانصرفوا إلى مراكز الإسماعيليين القريبة، إلا أن أحمد بن عطاش -زعيم القلعة- وثمانين آخرين رفضوا الانسحاب وقرروا القتال حتى الموت فهوجمت القلعة، وقُتل جميع مَن فيها وأُسر ابن عطاش الذي عرض في موكب طاف شوارع أصفهان ثم سلخ حياً وأُرسل رأسه إلى بغداد.

## الوفاة
فـي الثاني ربيع الآخر سنة 498 هـ \1105م، توفي السلطان بركياروق  وكـان مرضـه السل والبواسير وكان بأصفهـان فسار طالباً بغداد فقوي به المرض في بروجرد فجمع العسكر وحلفهم لولده ملكشاه وعمره حينئذ أربع سنين وثمانية أشهر وجعل الأمير أياز أتابكه فحلف العسكر له وأمرهم بالمسير إلى بغداد وتوفي بركيارق ببروجرد ونقل إلى أصفهان فدفن بها في تربة عملتها له سريته ثم مات عن قريب فدفنت بإزائه. وكان عمر بركياروق خمساً وعشرين سنة وكانت مدة وقوع السلطنة عليه اثنتي عشرة سنة وأربعة أشهـر وقاسى مـن الحروب واختلاف الأمور عليه ما لم يقاسه أحد واختلفت بـه الأحوال بين رخاء وشدة وملك وزواله وأشرف عدة مرات على ذهاب مهجته في الأمور التي تقلبت به ولما استقام أمره وأطاعه المخالفون أدركته منيته واتفق أنه كلما خطب له ببغداد وقع فيها الغلاء وقاسى من طمع أمرائه فيه شدائد حتى إنهم كانوا يحضرون نوابه ليقتلوهم وكان صابراً حليماً كريماً حسن المداراة كثير التجاوز ولما مات بركياروق سار أياز بالعسكر ومعه ملكشاه بن بركيارق ودخلوا بغداد سابع عشر ربيع الآخر من هذه السنة وخطب لملكشاه بجوامع بغداد على قاعدة أبيه بركياروق. فلما بلغ محمداً موت أخيه بركياروق سار إلى بغداد ونزل بالجانب الغربي وبقي أياز وملكشاه بالجانب الشرقي وجمع أياز العسكر لقتال محمد ثم إن وزير أياز أشار عليه بالصلح ومشى بينهما واتفـق الصلـح وحضر إلكيا الهراسي مدرس النظامية والفقهاء وحلفوا محمد الأياز وللأمراء الذين معه وحضر أياز والأمراء إلى عند محمد وأحضروا ملكشاه فأكرمه وأكرمهـم وصارت السلطنة لمحمد وكان ذلك لسبع بقين من جمادى الأولى من هذه السنة واستمر الأمر على ذلك إلى ثامن جمادى الآخرة فعمل أياز دعوة عظيمة للسلطان محمد في داره ببغداد فحضر إليه وقدم له أياز أموالاً عظيمة وفي ثالث عشر جمادى الآخرة طلب السلطان أيازاً وأوقـف له في الدهليز جماعة فلما دخل ضربوه بسيوفهم حتى قتلوه وكان عمر أياز قد جاوز أربعين سنة وهو من جملة مماليك السلطان ملكشاه وكان غزير المروة شجاعاً وأمسك الصفي وزير أياز وقتل في رمضان وعمره ست وثلاثون سنة وكان من بيت رئاسة بهمذان.

## أُنظر أيضاً
- محمد بن ملكشاه
- مؤيد الملك
- فخر الملك